# Alem Toskić
Alem Toskić (en serbe : Алем Тоскић), né le 12 février 1982 à Priboj, est un joueur puis entraîneur serbe de handball. Évoluant au poste de Pivot, il mesure 1,90 mètre et pèse 104 kilos. Il joue également dans l'équipe nationale de Serbie.

## Palmarès

### En équipe nationale
- Championnat d'Europe
  -  Médaille d'argent Championnat d'Europe 2012,  Serbie

### En club
Compétitions transnationales
- Vainqueur de la Ligue SEHA (1) : 2014

Compétitions nationales
- Vainqueur du Champion de Croatie (2) : 2006, 2007
- Vainqueur de la Coupe de Croatie (2) : 2006, 2007
- Vainqueur du Championnat de Slovénie (2) : 2008, 2010
- Vainqueur de la Coupe de Slovénie (3) : 2010, 2012, 2013
- Vainqueur de la Supercoupe de Slovénie (1) : 2010
- Vainqueur du Championnat de Macédoine du Nord (2) : 2015, 2016
- Vainqueur de la Coupe de Macédoine du Nord (3) : 2014, 2015, 2016